# Take Over Control
Take Over Control ist ein Lied des niederländischen DJs und Musikproduzenten Afrojack, in Zusammenarbeit mit der ebenfalls niederländischen Singer-Songwriterin Eva Simons, das im August 2010 erschien.

## Entstehung und Veröffentlichung
Geschrieben und produziert wurde das Lied von Nick van de Wall (Afrojack). Beim Schreibprozess erhielt er Unterstützung durch Gastsängerin Eva Simons sowie den Koautoren Mike Hamilton und Ingrid Simons.
Die Erstveröffentlichung von Take Over Control erfolgte als Single am 12. August 2010 bei den Musiklabels Spinnin’- und Wall Records. Diese erschien als digitaler Einzeltrack zum Download (Katalognummer: 386768244) sowie als CD-Maxi-Single (Katalognummer: 387336504) mit drei verschiedenen Versionen des Liedes.

## Musikvideo
Bevor das offizielle Musikvideo erschien, wurde am 13. August 2010 auf dem YouTube-Channel von Spinnin Records die Audioversion veröffentlicht. Diese hatte im Oktober 2012 über 26 Millionen Aufrufe und damit deutlich mehr als der offizielle Clip zum Song, der am 21. Oktober 2010 publiziert wurde und Oktober 2012 lediglich über 13,5 Millionen Klicks hatte. In diesem sieht man anfangs Afrojack, wie er in einem Audi R8 fährt, sowie Simons und vier weitere Tänzerinnen, die alle Roboter darstellen sollen, in einem Schulbus. Danach tanzen sie auf einem Flugzeugfriedhof weiter, bis sie allerdings keinen Strom mehr haben und aufhören müssen. Afrojack kommt an und gibt ihnen neuen Strom, um weiterzutanzen. Das Video wurde am 14. September 2010 von Alex Herron in Los Angeles und im Death Valley gedreht. Auch auf einem dritten offiziellen YouTube-Channel wurde eine Audioversion des Titels veröffentlicht, welche über 8,5 Millionen Views bekam. Die Remixe von Adam F und Ian Carey bekamen ebenfalls weit über 1 Million Aufrufe.

## Rezensionen
Bradley Stern von MuuMuse wählte „Take Over Control“ als Club Track of the Week aus und beschrieb den Song als „schonungsloses Fest von dreckigen Synthesizern und tollen Beats“. Leo Lewis vergab dem Lied  mit dem Kommentar „Above Average“ (deutsch überdurchschnittlich). Ein Autor von Pop On And On beschrieb das Lied so: „‚Take Over Control‘ has a massive melody and some hard electro beats, its [sic] unstoppable!“ („deutsch ‚Take Over Control‘ hat eine wuchtige Melodie und einige harte Electro-Beats, es ist nicht zu stoppen!“).

## Kommerzieller Erfolg

### Chartplatzierungen
Take Over Control avancierte zum Charthit in den Niederlanden (Rang 12), Australien (Rang 17), dem Vereinigten Königreich (Rang 24), den Vereinigten Staaten (Rang 41), Österreich (Rang 46) und Deutschland (Rang 78). In den niederländischen Single-Jahrescharts belegte der Titel im Jahr 2010 Rang 92.
| ChartsChartplatzierungen       | Höchstplatzierung | Wochen |
| ------------------------------ | ----------------- | ------ |
| Deutschland (GfK)              | 78 (2 Wo.)        | 2      |
| Österreich (Ö3)                | 46 (7 Wo.)        | 7      |
| Niederlande (Media Markt)      | 12 (12 Wo.)       | 12     |
| Vereinigte Staaten (Billboard) | 41 (20 Wo.)       | 20     |
| Vereinigtes Königreich (OCC)   | 24 (8 Wo.)        | 8      |

| ChartsJahrescharts (2010) | Platzierung |
| ------------------------- | ----------- |
| Niederlande (Media Markt) | 92          |

### Auszeichnungen für Musikverkäufe
In Australien wurde Take Over Control mit Doppelplatin ausgezeichnet sowie mit Platin in den Vereinigten Staaten. Damit verkaufte sich die Single laut Schallplattenauszeichnungen über 1,1 Millionen Mal.
| Land/Region               | Auszeichnungen für Musikverkäufe (Land/Region, Auszeichnung, Verkäufe) | Verkäufe  |
| ------------------------- | ---------------------------------------------------------------------- | --------- |
| Australien (ARIA)         | 2× Platin                                                              | 140.000   |
| Vereinigte Staaten (RIAA) | Platin                                                                 | 1.000.000 |
| Insgesamt                 | 3× Platin ·                                                            | 1.140.000 |